# Lars Bloch
Lars Bloch (Hellerup, 6 agosto 1938 – Roma, 27 marzo 2022) è stato un attore e compositore danese naturalizzato italiano.

## Biografia
Apprezzato compositore nel suo paese d'origine, come attore lavorò principalmente in Italia, distinguendosi per la sua recitazione misurata. Volto rassicurante e con un sorriso angelico pronto a diventare demoniaco a seconda delle esigenze, partecipò a pellicole quali Il disco volante, (1964), di Tinto Brass, Certo, certissimo, anzi... probabile (1969) di Marcello Fondato, Il conte di Montecristo (1975) di David Greene e Fantozzi contro tutti (1980) di Neri Parenti.
Dalla seconda metà degli anni ottanta ha ridotto la sua attività sul grande schermo. Ha fatto la sua ultima apparizione nel film Un bugiardo in paradiso (1998) di Enrico Oldoini. In un'occasione è stato anche produttore: ha supervisionato il documentario televisivo Western, Italian Style (1968) di Patrick Morin e ha lavorato come tecnico del suono per il film Il lago di Satana (1966) di Michael Reeves.
È morto a Roma il 27 marzo 2022 all'età di 83 anni.

## Filmografia

### Cinema
- Il gobbo, regia di Carlo Lizzani (1960)
- Esecuzione in massa (The Enemy General), regia di George Sherman (1960)
- La bellezza di Ippolita, regia di Giancarlo Zagni (1962)
- Diciottenni al sole, regia di Camillo Mastrocinque (1962)
- Storie sulla sabbia, regia di Riccardo Fellini (1963)
- Le belle famiglie, regia di Ugo Gregoretti (1964)
- Il disco volante, regia di Tinto Brass (1964)
- Extraconiugale, regia di Massimo Franciosa e Mino Guerrini (1964)
- Un affare tranquillo (Un commerce tranquille), regia di Guido Franco e Mel Welles (1964)
- Made in Italy, regia di Nanni Loy (1965)
- Navajo Joe, regia di Sergio Corbucci (1966)
- La Bibbia (The Bible: in the Beginning...), regia di John Huston (1966)
- L'occhio selvaggio, regia di Paolo Cavara (1967)
- Un dollaro tra i denti, regia di Luigi Vanzi (1967)
- La cattura, regia di Paolo Cavara (1969)
- Certo, certissimo, anzi... probabile, regia di Marcello Fondato (1969)
- Le sorelle, regia di Roberto Malenotti (1969)
- L'arciere di fuoco, regia di Giorgio Ferroni (1971)
- Mazzabubù... Quante corna stanno quaggiù? (1971)
- Alleluja e Sartana figli di... Dio, regia di Mario Siciliano (1972)
- Trinità e Sartana figli di..., regia di Mario Siciliano (1972)
- Il West ti va stretto, amico... è arrivato Alleluja, regia di Giuliano Carnimeo (1972)
- Il mio nome è Shangai Joe, regia di Mario Caiano (1973)
- Eroi all'inferno, regia di Joe D'Amato (1973)
- Il lupo dei mari, regia di Giuseppe Vari (1975)
- Giubbe rosse, regia di Joe D'Amato (1975)
- Italian superman, episodio di Quelle strane occasioni, regia di Nanni Loy (1976)
- Antonio e Placido - Attenti ragazzi, chi rompe... paga!, regia di Giorgio Ferroni (1976)
- Emanuelle in America, regia di Joe D'Amato (1977)
- La vergine, il toro e il capricorno, regia di Luciano Martino (1977)
- Fantozzi contro tutti, regia di Neri Parenti e Paolo Villaggio (1980)
- Fracchia contro Dracula, regia di Neri Parenti (1985)
- Un bugiardo in paradiso, regia di Enrico Oldoini (1998)

### Televisione
- Una città in fondo alla strada, regia di Mauro Severino – miniserie TV (1975)
- Il conte di Montecristo (The Count of Monte-Cristo) regia di David Greene – film TV (1975)